# خدیجه ارسلان‌خاتون
خدیجه ارسلان‌خاتون (درگذشت پس از ۴۶۸ ق / ۱۰۷۵ م)، شاهدخت سلجوقی و همسر خلیفه عباسی، القائم بامرالله، و همچنین همسر علی بن فرامرز، امیر آل‌کاکویه بود. او در سده پنجم هجری یکی از زنان برجسته خاندان سلجوقی و از چهره‌های اثرگذار در روابط خلافت عباسی با سلجوقیان و نیز در دربار آل‌کاکویه در یزد به‌شمار می‌رفت.

## زندگی‌نامه

### نسب و خانواده
"خدیجه ارسلان‌خاتون دختر داوود چَغری‌بیگ، فرمانروای سلجوقی و یکی از بنیان‌گذاران این دودمان بود. او خواهر سلطان آلب‌ارسلان (حک: ۴۵۵–۴۶۵ ق / ۱۰۶۳–۱۰۷۲ م) و عمه سلطان ملک‌شاه سلجوقی (حک: ۴۶۵–۴۸۵ ق / ۱۰۷۲–۱۰۹۲ م) بود؛ بنابراین، جایگاه او در زمره زنان خاندان حاکم سلجوقی قرار داشت که در تحکیم مناسبات سیاسی و ازدواج‌های استراتژیک نقشی برجسته ایفا می‌کردند.

### ازدواج با خلیفه عباسی
در سال ۴۴۸ هجری قمری / ۱۰۵۶ میلادی، "خدیجه ارسلان‌خاتون با خلیفه عباسی، القائم بامرالله (حک: ۴۲۲–۴۶۷ ق / ۱۰۳۱–۱۰۷۵ م) ازدواج کرد. خطبهٔ عقد آنان توسط عالمی به نام رئیس‌الرؤسا قرائت شد. این ازدواج بخشی از سیاست نزدیکی میان خلافت عباسی و امپراتوری سلجوقی بود که در آن زمان در حال گسترش قدرت خود در شرق اسلامی بود.
در منابع آمده است که عموی او، طغرل بیک، از خلیفه خواست تا دخترش، سیده خاتون، را به عقد او درآورد؛ اما خلیفه در این‌باره مردد بود و پیش از تصمیم‌گیری، طغرل درگذشت. بر پایهٔ برخی گزارش‌ها، پس از این ماجرا، خلیفه از خدیجه فاصله گرفت و طغرل از خلیفه خواست او را بازگرداند. خلیفه نیز او رانزد پدرش، داوود چَغری‌بیگ فرستاد. خدیجه از این رفتار شکایت کرد و طغرل برای دلجویی او را از بغداد به منطقه‌ای کوهستانی – که احتمالاً بانه بوده – برد تا او را آرام کند.

### نقش دربار و موقعیت اجتماعی
با ورود به بغداد، ارسلان خاتون عنوان ملکه یا ام‌المؤمنین را یافت و در کاخ خلافت جایگاهی ویژه به دست آورد. گرچه در منابع کلاسیک اسلامی کمتر به جزئیات نقش‌های سیاسی زنان دربار پرداخته شده، اما شواهدی وجود دارد که نشان می‌دهد "خدیجه ارسلان‌خاتون در امور خیریه و گسترش روابط فرهنگی و دیپلماتیک فعال بود.
او به ساخت مدارس، مساجد و وقف املاک برای فعالیت‌های دینی و فرهنگی کمک کرد. همچنین گفته شده است که از اهل علم حمایت می‌کرد و برای استقرار صلح میان جناح‌های رقیب در بغداد میانجیگری‌هایی انجام می‌داد.

### زندگی پس از خلافت
پس از مرگ خلیفه قائم در سال ۴۶۷ ق / ۱۰۷۵ م، "خدیجه ارسلان‌خاتون با علی بن فرامرز، امیر آل‌کاکویه (حک: ۴۶۳–۴۸۸ ق / ۱۰۷۰–۱۰۹۵ م) ازدواج کرد. این ازدواج خدیجه را به مقام ملکه در حکومت محلی آل‌کاکویه در یزد رساند. در این دوران، او با اقدامات خیریه و فرهنگی شناخته شد.
او هر روز دو بار ضیافت عمومی ترتیب می‌داد: یکی برای اشراف و دیگری برای عموم مردم. همچنین در فعالیت‌های عام‌المنفعه و مذهبی نقش فعالی داشت و ساخت مسجد و مناره‌ای در محلهٔ دوردا در یزد به فرمان او انجام گرفت.

### درگذشت
تاریخ دقیق درگذشت "خدیجه ارسلان‌خاتون در منابع ثبت نشده، اما بر اساس شواهد تاریخی، او پس از سال ۴۶۸ هجری قمری درگذشت. از محل دفن او نیز اطلاعی در دست نیست، اما به نظر می‌رسد اواخر عمر خود را در یزد یا حوالی آن سپری کرده باشد.